# 福拉沙德·欧鲁瓦芙密亚
福拉沙德·欧鲁瓦芙密（英語：Folashade Alice Oluwafemiayo，1985年3月11日—）是一名奈及利亞残疾人奥林匹克运动会运动员。

## 个人生活
欧鲁瓦芙密出生于乔斯，她与另一名残疾人奥林匹克运动会运动员结婚，两人有一个孩子。

## 生涯
2012年欧鲁瓦芙密亚在夏季残疾人奥林匹克运动会上获得75公斤級舉重银牌，并在这个过程中破世界纪录。2017年在墨西哥世界残疾人举重冠军赛中获得金牌。但是因为她违反毒品规定一年后她的金牌被否认。
2021年她在格鲁吉亚第比利斯世界残废人举重冠军赛中获金牌。在这次比赛上她创152.5千克的新世界纪录。
她参加2022年英聯邦運動會力量舉重比賽并获得重量級金牌。